# Gennady Korkin
Gennady Korkin (en ruso: Генна́дий Петро́вич Ко́ркин; Yangiyer, RSS de Uzbekistán; 23 de agosto de 1963 - 18 de junio de 2025) fue un futbolista y dirigente deportivo ruso que jugó en la posición de delantero.

## Equipos
| Periodo   | Club                     | Apariciones | Goles |
| --------- | ------------------------ | ----------- | ----- |
| 1982–1989 | FC Spartak Ordzhonikidze | 228         | 35    |
| 1990      | FC Dinamo Minsk          | 1           | 0     |
| 1990–1991 | FC Metallurg Lipetsk     | 55          | 22    |
| 1992      | PK-37                    | 15          | 13    |
| 1993      | FC Metallurg Lipetsk     | 23          | 18    |
| 1993–1994 | Olympiakos Nicosia       | 19          | 0     |
| 1994–1995 | FC Metallurg Lipetsk     | 45          | 24    |
| 1996      | FC Spartak Anapa         | 25          | 23    |
| 1997      | FC Zvezda Irkutsk        | 22          | 3     |

## Tras el retiro
Luego de retirarse como futbolista, Gennady Korkin se mantuvo ligado al FC Metallurg Lipetsk donde ocupó los cargos de gerente deportivo, director de fútbol y de director general en diferentes periodos de 2001 hasta su muerte.

## Logros
- Goleador de la Liga de Fútbol Amateur de Rusia en 1996 (23 goles).
- Récord nacional de más goles en un partido de campeonato de Rusia (8 en 1996),[2] hasta que fue superado por Igor Kiselyov en 2001 cuando anotó 10 goles.[3]

## Muerte
Falleció el 18 de junio de 2025 en el hospital, pocos días después del incendio, en el que recibió quemaduras en el 78% de la superficie de su cuerpo.